# Verbotene Zone (Frankreich)

Zonen in Frankreich im Jahr 1941 – die Verbotene Zone um Valenciennes, Lille und Dünkirchen lag ganz im Norden des Landes

Die Verbotene Zone (fr: Zone interdite bzw. Zone fermée) war während der deutschen Besetzung im Zweiten Weltkrieg ein Gebiet in Frankreich, das die nordfranzösischen Départements Pas-de-Calais und Nord mit ihren reichen Kohlevorkommen und Industrieanlagen umfasste. Aus französischer Sicht werden oft auch das Elsass und das Département Moselle in Lothringen, die Reservierte Zone und ein 20 bis 30 Kilometer breiter Streifen entlang der Atlantikküste (Küstensperrzone) zur Zone interdite gerechnet, die Verbotene Zone wird hingegen auch als Zone rattachée (au commandement allemand de Bruxelles) bezeichnet.

## Geschichte und Beschreibung
Die militärische Auseinandersetzung zwischen Frankreich und Deutschland im Zweiten Weltkrieg endete am 22. Juni 1940 mit dem Waffenstillstand von Compiègne. In der Folge wurde das Land in mehrere Gebiete aufgeteilt, die voneinander getrennt waren. Der Norden und die Atlantikküste wurden Teil der besetzten Zone, die von der unbesetzten (auch: „freien“) Zone im Süden durch eine schwer passierbare Demarkationslinie getrennt war. Ganz im Südosten des Landes wurde ein Bereich von den Italienern besetzt.
Innerhalb der von den Deutschen besetzten Zone existierten Gebiete unterschiedlicher Verwaltung. Das Elsass und ein Teil Lothringens wurden sogar von Frankreich abgetrennt und dem Deutschen Reich zugeschlagen. Mit dem nordfranzösischen Kohle- und Industrierevier wurde ein weiteres Gebiet separiert. Wie überall in Nordfrankreich war ein großer Teil der ansässigen Bevölkerung vor den heranrückenden deutschen Truppen geflohen. Die Rückkehr über die Ligne de la Somme in die Departements Nord und Pas-de-Calais, die als Verbotene Zone dem Militärbefehlshaber von Holland und Belgien (→ Militärverwaltung in Belgien und Nordfrankreich) unterstanden, wurde den Geflüchteten verboten. 
Die Verbotene Zone umfasste die Départements Nord und Pas-de-Calais, in die nur noch französische Bergleute sowie benötigte Techniker, Facharbeiter, Betriebsleiter, im Transportwesen Tätige und einige Beamte einreisen durften. Belgiern, Niederländern und Luxemburgern war das Betreten indes zunächst generell erlaubt. Nach dem 1. November 1940 wurde das Gebiet dann vollkommen abgeriegelt, im Mai 1941 die Grenzlinie jedoch für wirtschaftlich relevante Personen und den Familiennachzug wieder durchlässiger. Am 18. Dezember jenes Jahres wurden die Kontrollposten abgezogen, und die Flüchtlinge konnten zurückkehren. Von mobilen Kontrollen beim Grenzübertritt aufgegriffene nicht-jüdische Personen wurden mit einer Geldbuße von 300 Franc belegt. De jure blieb das Verbot bis zum 1. März 1943 bestehen.
Am 31. August 1944 marschierten die alliierten Truppen im Pas-de-Calais ein, in den folgenden Tagen wurde auch das Département Nord weitgehend befreit. Lediglich in Dunkerque (Dünkirchen) konnte sich die Wehrmacht bis zur deutschen Kapitulation am 9. Mai 1945 halten.